# Piet de Wolf
Piet de Wolf (Róterdam, 1921 - Róterdam, 14 de noviembre de 2013) fue un entrenador de fútbol profesional neerlandés.

## Biografía
Piet de Wolf debutó como entrenador profesional en 1955 con el Feyenoord Róterdam a los 34 años de edad. Tras permanecer un año en el club, estuvo dos años en blanco. En 1958 volvió al Feyenoord Róterdam como entrenador. En 1959 fichó por el FC Zaanstreek. Un año después hizo lo mismo por el AZ Alkmaar, club que se fundó tras la unión del club al que entrenó la temporada anterior con el Alkmaar '54. Finalmente, entrenó al Cambuur Leeuwarden, y al Fortuna Vlaardingen, último club al que entrenó, en 1972, a los 51 años de edad.
Piet de Wolf falleció el 14 de noviembre de 2013 a los 91 años de edad.

## Clubes

### Como futbolista
| Club        | País         | Año         |
| ----------- | ------------ | ----------- |
| Spartaan'20 | Países Bajos | 1939 - 1951 |

### Como entrenador
| Club                | País         | Año         |
| ------------------- | ------------ | ----------- |
| Feyenoord Róterdam  | Países Bajos | 1955 - 1956 |
| Feyenoord Róterdam  | Países Bajos | 1958 - 1959 |
| FC Zaanstreek       | Países Bajos | 1959 - 1960 |
| AZ Alkmaar          | Países Bajos | 1960 - 1962 |
| Cambuur Leeuwarden  | Países Bajos | 1966 - 1968 |
| Fortuna Vlaardingen | Países Bajos | 1970 - 1972 |